# Vordorfermühle

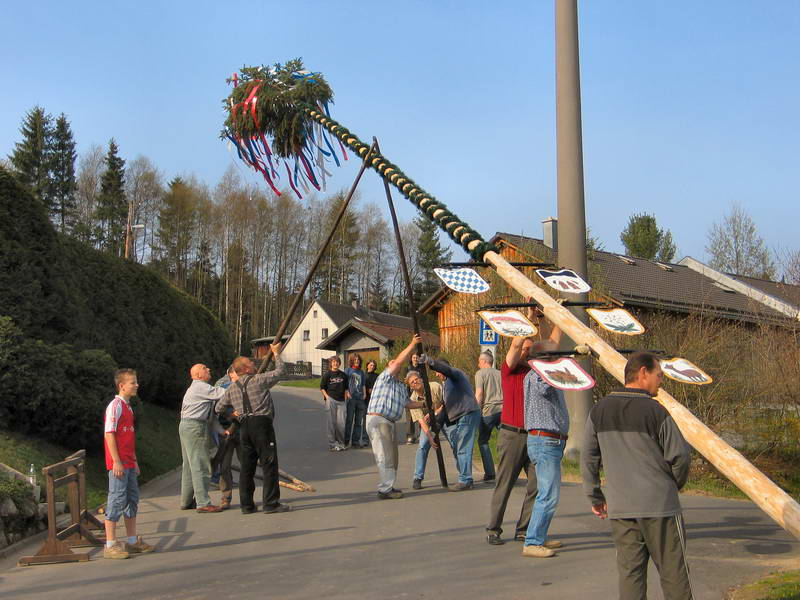
Maibaum-Aufstellen in der Vordorfermühle

Vordorfermühle ist ein Gemeindeteil der Gemeinde Tröstau  im Landkreis Wunsiedel im Fichtelgebirge (Oberfranken, Bayern).
Das Dorf liegt im Röslautal. Wahrscheinlich geht der Anfang der Ortschaft bis ins Jahr 1499 zurück. Die im Landbuch dieses Jahres erwähnte Hammerstatt dürfte allem Anschein nach auf dem Gelände des jetzigen Gasthauses Zur Mühle gewesen sein. Später kamen noch Zinnschmelzen hinzu.
Die Rösla trieb die Mahlmühle, die sogenannte Alte Mühl, und das dazugehörende Sägewerk an. Die Alte Mühl wurde im Jahr 1601 erbaut und 1975 abgebrochen. Der 42 Häuser zählende Ort am Fuße des Schneebergs hat etwa 120 Einwohner. Bis zum 31. Dezember 1977 gehörte der Ort zur Gemeinde Vordorf.